# Университет КАЗГЮУ
Maqsut Narikbayev University (ранее — Каза́хский гуманита́рный юриди́́ческий университет (КазГЮУ) имени Максута Султановича Нарикбаева) (каз. Мақсұт Нәрікбаев атындағы Университет / Maqsūt Närıkbaev atyndağy Universitet; англ. Maqsut Narikbayev University)  —  высшее учебное заведение созданное в 1994 году. Расположен в городе Астана .
MNU является первым вузом в СНГ пространстве и в Центральной азии, получившим британскую аккредитацию QAA Global Quality Award.
В университете функционируют 5 школ (факультетов) —  Высшая Гуманитарная Школа, Высшая школа Права, Международная школа экономики, Международная Школа Журналистики и Бизнес-школа.
Талгат Максутович Нарикбаев — председатель правления Maqsut Narikbayev University.
Ежегодно национальная палата предпринимателей «Атамекен» совместно с Министерством образования и науки Республики Казахстан проводит исследование образовательных программ отечественных вузов и составляет на их основе рейтинг. Главная цель рейтинга – дать полную и достоверную информацию школьникам по востребованным профессиям, указать, какие вузы качественно готовят по ним и где больше шансов трудоустроиться. В декабре 2020 г. Maqsut Narikbayev University было присвоено первое место в Топ-10 вузов по рейтингу образовательных программ «Атамекен». В 2019 г. Университет занимал второе место.

## История
MAQSUT NARIKBAYEV UNIVERSITY был основан в 1994 году в соответствии с Указом Первого Президента Казахстана Н. А. Назарбаева.
5 ноября 1996 года КазГЮИ был преобразован в Казахский государственный юридический университет Постановлением Правительства Казахстана и передан из ведения Министерства юстиции в ведение Министерства образования и науки.
С 1997 года издается журнал «Право и государство».
В 2000 году Казахский государственный юридический университет был объединён с Институтом государства и права НАН РК, и 14 февраля 2000 года была создана Казахская государственная юридическая академия (КазГЮА).
24 октября 2001 года Республиканское государственное казённое предприятие «КазГЮА» было преобразовано в ЗАО «Казахский гуманитарно-юридический университет» (КазГЮУ) с местом дислокации в городе Астане. Головной ВУЗ переехал в г. Астана в 2002 году (филиал КазГЮУ в Астане был образован в 1998—1999 учебном году). 16 января 2003 года ЗАО «КазГЮУ» было преобразовано в ОАО «КазГЮУ», а затем 19 мая 2004 года — в АО «КазГЮУ».
В сентябре 2007 года КазГЮУ подписал Великую Хартию Университетов в городе Болонья.
2 июля 2008 года с участием Президента страны Н.А. Назарбаева состоялась торжественная церемония открытия нового учебного корпуса АО «КазГЮУ» общей площадью 32 235,1 м2, расположенного на левом берегу реки Есиль, по улице Коргалжинское шоссе 8.
В 2013 году в канун 20-летия вуза была принята Стратегия развития «2013-2020 — Вуз мирового уровня».
10 февраля 2015 года учебное заведение проходит государственную перерегистрацию Акционерное общество «Университет КазГЮУ» (АО «Университет КазГЮУ»).

## Достижения
3 января 2013 года Независимым казахстанским агентством по обеспечению качества в образовании (сертификат МОН РК от 27 июня 2012 г. № БFM — 001) АО «КазГЮУ» было выдано Свидетельство об институциональной аккредитации.
30 июня 2016 года программы Высшей школы экономики «Бакалавр финансов» и «Бакалавр учета и аудита» аккредитованы ACCA (Ассоциацией дипломированных сертифицированных бухгалтеров).
30 сентября 2016 года Университет КазГЮУ прошел международную аккредитацию FIBAA (Фонд международной аккредитации программ в области бизнес-администрирования).
В апреле 2017 г. Высшая Школа Экономики получила аккредитацию по сертификационной программе ICAEW (Institute of Chartered Accountants in England and Wales). Единственный и первый случай в Казахстане, когда вуз получил аккредитацию АСА ICAEW по 7 модулям: Accounting, Assurance, Business and Finance, Law, Management Information, Principles of Taxation, Financial Management.
21 июля 2017 года специальности «Учет и аудит», «Финансы», «Экономика» и «Менеджмент» Высшей Школы Экономики Университета КАЗГЮУ получили академическое признание и прошли аккредитацию CIMA (Chartered Institute of Management Accountants).
В декабре 2020г. Университет КАЗГЮУ им.М.С.Нарикбаева занял первое место в рейтинге образовательных программ ВУЗов Национальной палаты предпринимателей Республики Казахстан «Атамекен»

## Школы
- Высшая Школа Права  Образовательные программы:  — Юриспруденция  — Право и правоохранительная деятельность  — Международное право [5]
- Международная Школа Экономики  Образовательные программы:  — Экономика  — Финансы  — Учет и аудит  — Менеджмент  — IT в бизнесе  — Маркетинг  — Международные отношения [6]
- Высшая Гуманитарная Школа  Образовательные программы:  — Прикладная лингвистика  — Переводческое дело  — Казахский-Английский языки и лингвистика  — Туризм  — Гостеприимство  — Психология [7]
- Международная Школа Журналистики  Образовательные программы:  — Международная Журналистика [8]
- Бизнес-школа  — MBA  — Mini MBA  — Executive MBA  — DBA — Маркетинг [9]

## Ректоры
- 1994 — 1996 — Еркеш Нурпеисов
- 1996 — 2000 — Нагашбай Шайкенов
- 2000 — 2007 — Максут Нарикбаев
- 2007 — 2009 — Сергей Ударцев
- 2009 — 2012 — Марат Когамов
- 2012 — 2013 — Максут Нарикбаев (Президент)
- 2013 — 2019 — Талгат Нарикбаев

## Провосты(Ректоры)
- 2019 — Мирас Дауленов
- 2019 — настоящее время — Сергей Пен

## Известные преподаватели и профессоры

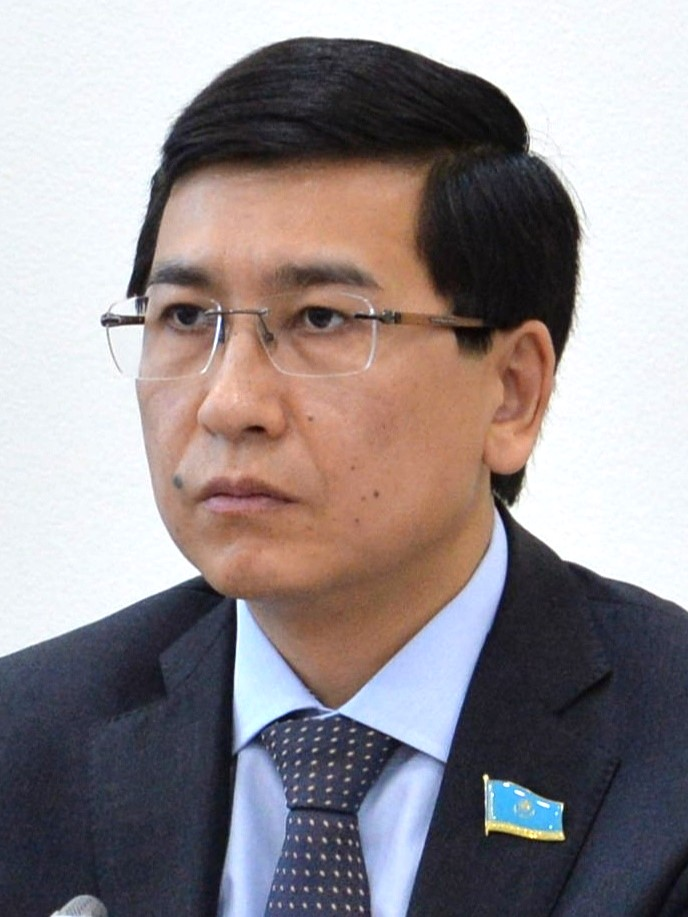
Асхат Аймагамбетов депутат
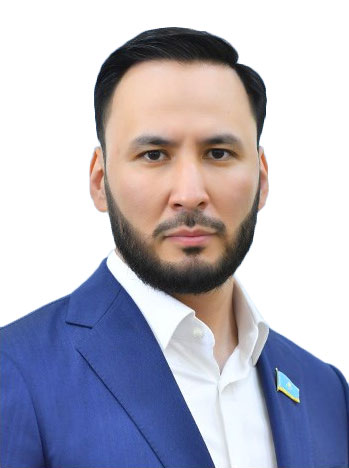
Айдарбек Ходжаназаров депутат
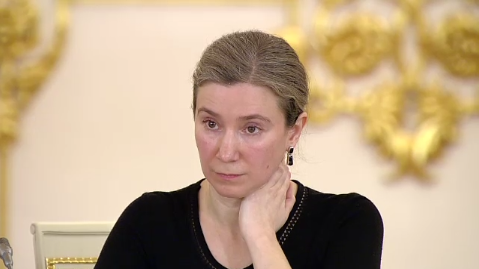
Екатерина Шульман  политолог и публицист

## Известные личности MNU

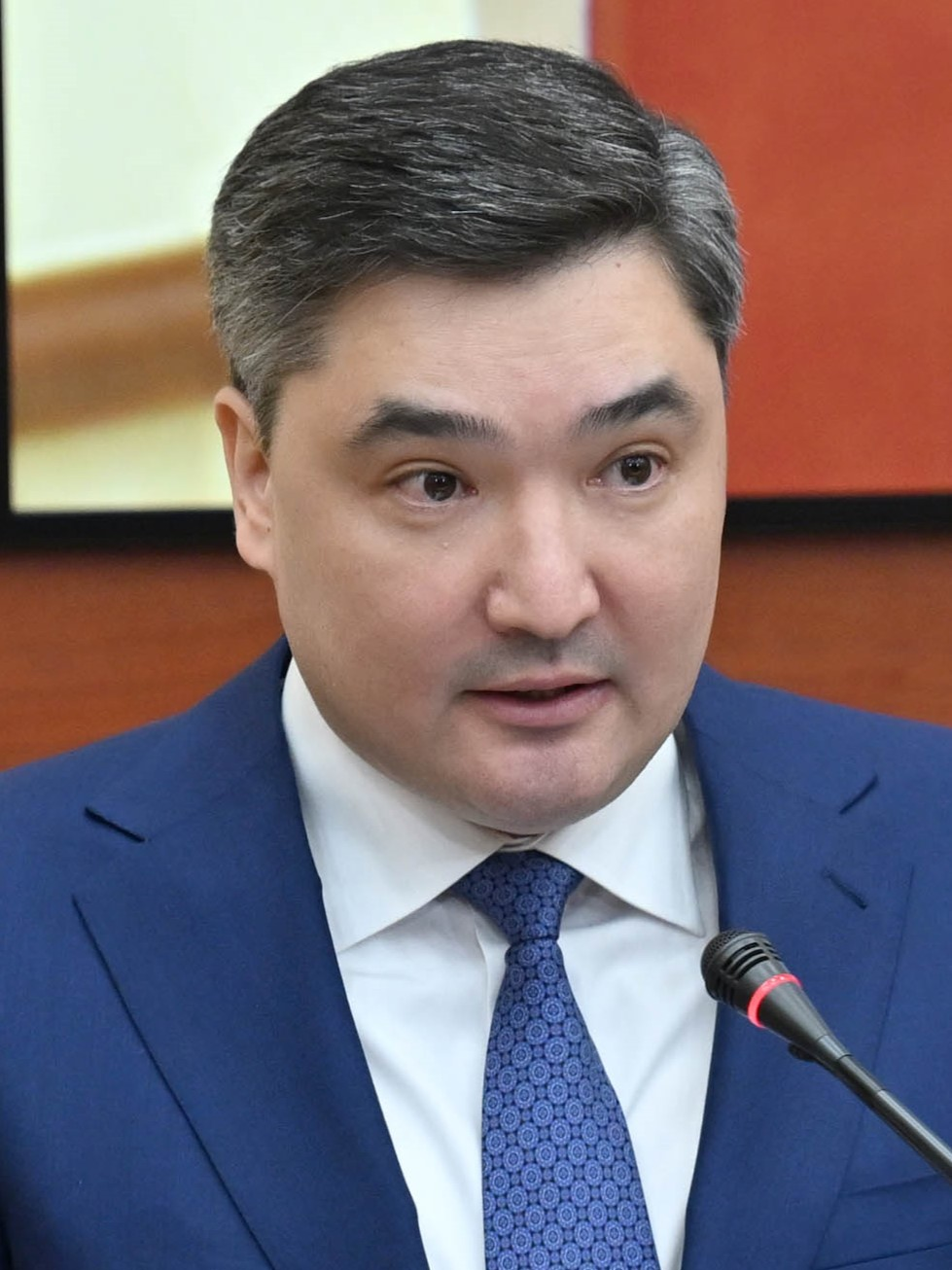
Олжас Бектенов Премьер-министр Республики Казахстан
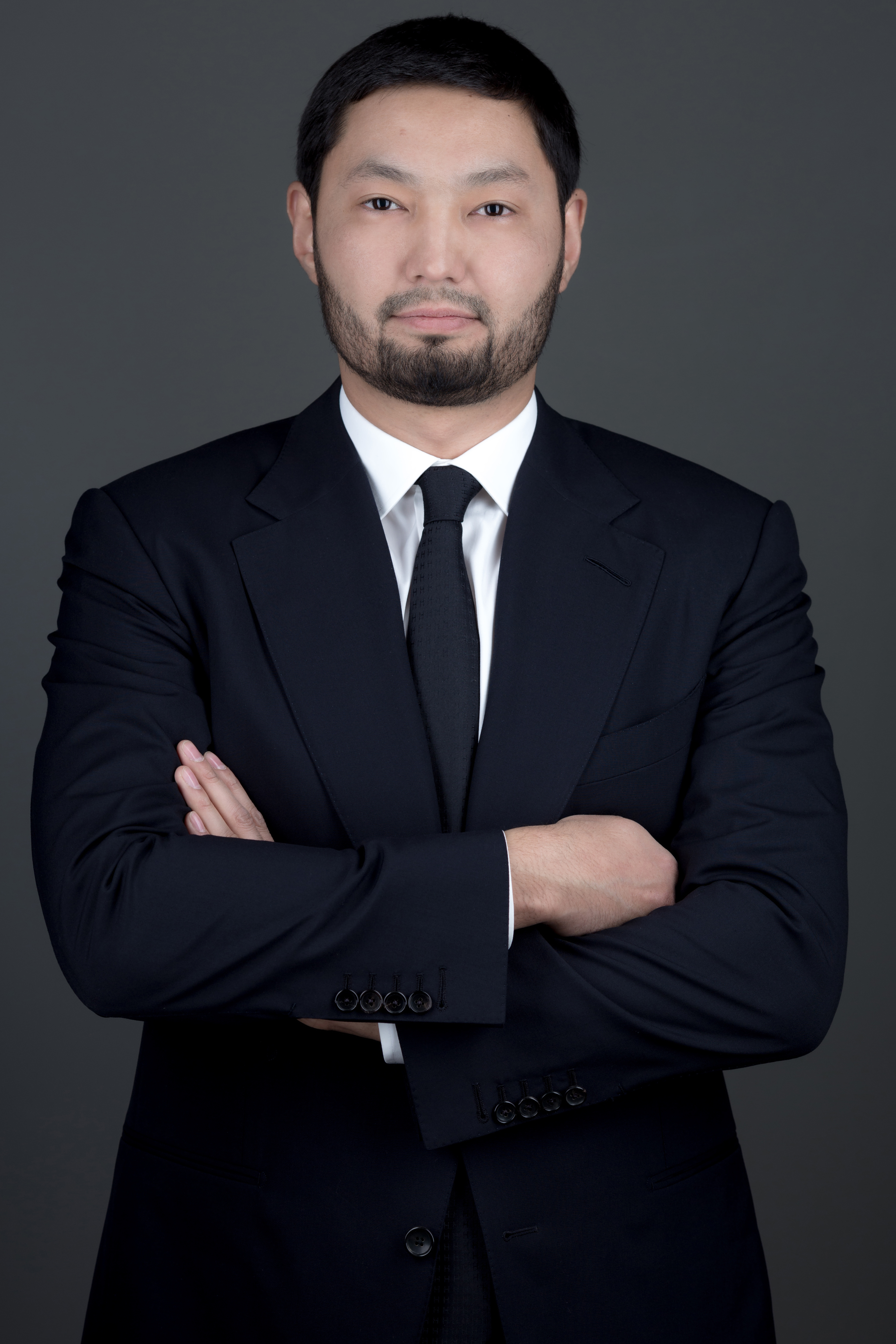
Кенес Ракишев бизнесмен
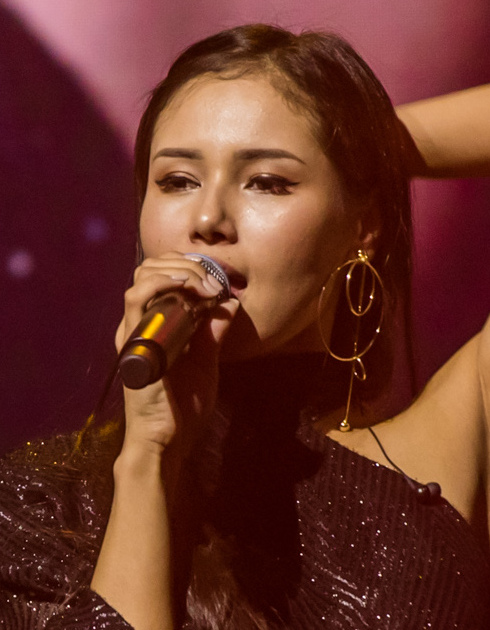
Назима Жанибекова певица